# Марчело
Марко Шелић (Параћин, 22. јануар 1983), познатији као Марчело, српски је музичар и писац.

## Музичка каријера

### Почетак
Рад у хип-хопу започиње 1997. године у Параћину, када је написао и своје прве реп строфе, за које каже да су биле ужасне, док веће успехе постиже 1999. године, након рада са демо-групом Rhyme Animal, са којом је успешно наступао по градовима у Србији.

### 
Због жеље да започне соло каријеру, 2000. напушта Rhyme Animal. Те године снима и своју прву соло нумеру коју потписује својим именом. Том песмом, уједно започиње његова сарадња са српским хип-хоп продуцентом по имену Oneya.
Oneya је препознао његов пуни потенцијал, и Марчело потписује уговор за Bassivity Music. После албума Ulice Vol. 1 и Bassivity Mixtape Vol. 1, на којима су се нашле по две Марчелове песме, публика има прилику да чује шта може да се очекује на његовом деби-албуму. Новембра 2003. године, изашао је његов деби-албум: De Facto (Bassivity Music), који постаје најбрже продавана плоча те године. То је био и први послератни албум који је укључивао сарадњу међу новим генерацијама музичких извођача са бивших простора Југославије (Едо Маајка, Елементал, Шкабо, Шорти, Дисциплинска комисија, Биг бос, X3m...). Овај албум, који је био пун критика упућених друштву, као и, на другој страни, личних тема, испричаних на веома искрен и уверљив начин, прихваћен је и од стране публике, као и од стране критичара, доневши му престижну титулу: глас генерације.
Највише прашине подигло се око носеће нумере са албума — Кућа на промаји, која укратко и дефинише Марчелов стил: веома лична обојеност критике политичке ситуације у земљи. У овој песми Марчело прича о атентату на бившег премијера, Зорана Ђинђића, бруталности полиције, као и о отуђењу међу младим људима у Србији.
Због неспоразума са издавачем Марчело напушта Bassivity средином 2004. године. Почетком 2005. године потписује уговор са издавачем Multimedia Records (тадашње носиоце лиценце Universal Music за Србију и Црну Гору).
У децембру 2005. године Марчело издаје резултат свог двогодишњег труда — Puzzle Shock! (Multimedia Records). Овог пута Марчело је сарађивао са Драгољубом Марковићем, који је овом приликом узео адекватни псеудоним Др. Дра (некадашњи члан група Ништа али логопеди и Block Out). Поред Драгољуба који је учествовао у вокалним деловима и свирао различите инструменте, на албуму се од гостију појављују Sky Wikluh i Timjah (Bad Copy), група Београдски синдикат, X-Centar, Марко Миливојевић (ex-ЕКВ), надолазеће младе снаге — Министар Лингвиста и Флип Флоп, као и незаобилазна дива хрватске сцене — Реми (Елементал). Марчело је такође урадио неке продуцентске и аранжерске послове. Резултат је био хип хоп албум са јаким рок, џез и фанк утицајем, који је разочарао одређену групу фанова који су волели само стриктно хип хоп оријентисани De Facto, али је њиме задобио поштовање далеко већег броја људи који дотад нису били упознати са тим жанром.
Заједно са новим албумом дошли су и концерти, који су одржавани широм целе Србије и региона. Марчело је учествовао и на EXIT 06 кампањи кроз државе бивше Југославије, распродавши први солистички концерт у Београду.
За први радијски сингл изабрана је нумера Шарада, док је први спот, у режији Ивана Шијака (Mechanical Duck) био снимљен за песму Откуцаји. Спотови су касније снимљени за следеће нумере са албума: Позериште, Нови Вавилон и Сенке.

### Трећа страна медаље
Након више од годину дана снимања под продукцијском палицом Драгољуба Марковића, у децембру 2008. изашао је његов трећи албум — Трећа страна медаље (Multimedia Records). Концептуално базиран око броја три, албум представља својеврсну мешавину атмосфере претходника, са много већим уделом комплетног Shock! Orchestra. Поред стандардног издања, појавило се и луксузно дупло издање, где се на другом диску, уз пар ремикса старих композиција, налазе и соло нумере чланова екипе Filter Crew.

### Деца и Сунце
У новембру 2010. године појавио се његов четврти албум, Деца и Сунце (Multimedia), први пут потписан као Marčelo & Filteri. Првих хиљаду примерака албума су, уз купљену карту, добили посетиоци распродатог Марчеловог београдског концерта у СКЦ-у, на коме је прославио првих десет година рада.

### Напет шоу
Дана 1. октобра 2014. године пуштен је у продају Марчелов пети албум, Напет шоу. Заједно са албумом издата је истоимена књига са текстовима песама са албума и описом рада на стварању истог. Поред Марка Шелића на писању књиге су учествовали и аутори попут Давида Албахарија, Кокана Младеновића, Михаила Пантића, Павла Зелића... Ово је јединствена збирка савремене поезије и прозе, али и портрет света који нас окружује. Поред текстова песама књига садржи и есеје које шире слике о којима се говори у песмама. Књига и диск су свакако нераздвојива целина.

## Ван музике
Веома је талентован графити цртач и признаје да је "цртао тетоваже и радио као шанкер...".
Поред музике, Марчело се бави и писањем прозе, завршио српски језик и књижевност на Филолошком факултету у Београду. Објавио је романе Заједно сами (2008, Лагуна) и Малтерего (2012, Беоштампа), као и збирку текстова О људима, псима и мишима (2009. Вегамедиа).
Такође је познати стрипофил. У часопису Хупер је имао своју ауторску колумну и рубрику посвећену стриповима. Не пропушта прилику да помене своју љубав према Дилану Догу, а сценаристе тог јунака Тицијана Склавија и Паолу Барбато кује у звезде. Спојивши лепо и корисно, сада ради у уредништву издавачке куће Весели четвртак која издаје Дилана. Његов последњи научно-фантастично-аутобиографско-хорор роман Малтерего је несумњиво инспирисан управо овим ауторима, које дискретно и помиње на првим страницама.
Писао и за реномирани дневни лист Политика.
Марчело је током 2006. око себе окупио екипу звану Filter Crew, коју сачињавају Министар Лингвиста, Ненси и DJ Raid (који је до 2009. живео и радио у Швајцарској). Крајем 2010. група је скратила назив у Филтери.

## Награде
Марчело је 2006. добио награду Даворин за најбољи рок/поп/хип хоп албум из Србије (Puzzle Shock!). У јуну 2009. добио је регионалну награду Indexi (nagrada) у категорији најбољи хип хоп албум године (Трећа страна медаље).

## Дискографија
| - (2003) - (2005) - Трећа страна медаље (2008) - Деца и Сунце (2010) — са Филтерима - Напет шоу (2014) - Нојева варка (2021) | - — први пут (2003) - (2003) |

## Књиге
| - Малтерего, књига прва: Рубикова столица (2012) - Заједно сами (2008) - Малтерего, књига друга: Хигијена несећања (2017) - Малтерего, књига друга: Хигијена несећања (2017) | - О људима, псима и мишима (2009) - Напет шоу (2014) |